# OBN Star Model (mùa 2)
OBN Star Model, Mùa 2 là mùa giải thứ hai của OBN Star Model phát sóng vào ngày 1 tháng 5 tới 24 tháng 7 năm 2010 trên kênh OBN. Trong mùa giải này, có các thí sinh nam và nữ đều được tham gia cuộc thi.
Điểm đến quốc tế của mùa này là Split và Budva dành cho top 8.
Người chiến thắng là Vedran Pajo, 23 tuổi từ Sarajevo. Anh giành được: 1 chiếc Toyota Yaris và rất nhiều quà tặng từ các nhà tài trợ.

## Các thí sinh
(Tuổi tính từ ngày dự thi)
| Thí sinh | Thí sinh         | Tuổi | Quê quán        | Bị loại ở | Hạng |
| -------- | ---------------- | ---- | --------------- | --------- | ---- |
|          | Dragana Božić    | 19   | Doboj           | Tập 2     | 15   |
|          | Nedim Abazi      | 21   | Sarajevo        | Tập 3     | 14   |
|          | Almin Patković   | 22   | Zenica          | Tập 4     | 13   |
|          | Anel Muraspahić  | 22   | Sarajevo        | Tập 5     | 12   |
|          | Dijana Bratić    | 18   | Sarajevo        | Tập 6     | 11   |
|          | Dino Vugdalić    | 19   | Gradačac        | Tập 7     | 10-9 |
|          | Enes Vugdalić    | 18   | Bugojno         | Tập 7     | 10-9 |
|          | Nermin Vugdalić  | 18   | Bugojno         | Tập 8     | 8    |
|          | Sonja Marić      | 20   |                 | Tập 9     | 7    |
|          | Nikolina Nikolić | 18   | Slavonski Brod  | Tập 10    | 6    |
|          | Sanela Čizmo     | 21   | Pančevo, Serbia | Tập 11    | 5    |
|          | Edin Gruzaković  | 23   | Bar, Montenegro | Tập 12    | 4    |
|          | Ira Petranović   | 15   | Mostar          | Tập 12    | 3    |
|          | Vanja Sušić      | 19   | Sarajevo        | Tập 13    | 2    |
|          | Vedran Pajo      | 23   | Sarajevo        | Tập 13    | 1    |

## Thứ tự gọi tên
| 1  | Edin     | Ira      | Sonja    | Ira      | Vedran   | Vedran    | Vedran   | Edin     | Vanja    | Vedran | Vedran | Vedran |  |  |  |  |  |  |  |  |  |  |  |  |  |  |
| 2  | Anel     | Dijana   | Enes     | Dino     | Sonja    | Nikolina  | Vanja    | Vedran   | Vedran   | Ira    | Vanja  | Vanja  |  |  |  |  |  |  |  |  |  |  |  |  |  |  |
| 3  | Nikolina | Vanja    | Edin     | Vanja    | Nermin   | Nermin    | Edin     | Sanela   | Ira      | Edin   | Ira    |        |  |  |  |  |  |  |  |  |  |  |  |  |  |  |
| 4  | Almin    | Sonja    | Ira      | Edin     | Ira      | Vanja     | Nikolina | Vanja    | Sanela   | Vanja  | Edin   |        |  |  |  |  |  |  |  |  |  |  |  |  |  |  |
| 5  | Enes     | Sanela   | Vedran   | Sonja    | Enes     | Sonja     | Sonja    | Ira      | Edin     | Sanela |        |        |  |  |  |  |  |  |  |  |  |  |  |  |  |  |
| 6  | Vedran   | Anel     | Nermin   | Vedran   | Dino     | Ira       | Sanela   | Nikolina | Nikolina |        |        |        |  |  |  |  |  |  |  |  |  |  |  |  |  |  |
| 7  | Dino     | Vedran   | Sanela   | Dijana   | Edin     | Edin      | Ira      | Sonja    |          |        |        |        |  |  |  |  |  |  |  |  |  |  |  |  |  |  |
| 8  | Dijana   | Edin     | Vanja    | Enes     | Nikolina | Sanela    | Nermin   |          |          |        |        |        |  |  |  |  |  |  |  |  |  |  |  |  |  |  |
| 9  | Sanela   | Nikolina | Dijana   | Nermin   | Vanja    | Dino Enes |          |          |          |        |        |        |  |  |  |  |  |  |  |  |  |  |  |  |  |  |
| 10 | Ira      | Enes     | Anel     | Sanela   | Sanela   | Dino Enes |          |          |          |        |        |        |  |  |  |  |  |  |  |  |  |  |  |  |  |  |
| 11 | Vanja    | Almin    | Nikolina | Nikolina | Dijana   |           |          |          |          |        |        |        |  |  |  |  |  |  |  |  |  |  |  |  |  |  |
| 12 | Nedin    | Dino     | Dino     | Anel     |          |           |          |          |          |        |        |        |  |  |  |  |  |  |  |  |  |  |  |  |  |  |
| 13 | Nermin   | Nermin   | Almin    |          |          |           |          |          |          |        |        |        |  |  |  |  |  |  |  |  |  |  |  |  |  |  |
| 14 | Sonja    | Nedin    |          |          |          |           |          |          |          |        |        |        |  |  |  |  |  |  |  |  |  |  |  |  |  |  |
| 15 | Dragana  |          |          |          |          |           |          |          |          |        |        |        |  |  |  |  |  |  |  |  |  |  |  |  |  |  |

     Thí sinh bị loại
     Thí sinh chiến thắng chung cuộc

### Buổi chụp hình
- Tập 1: Ảnh chân dung tự nhiên trước gương (casting)
- Tập 2:
- Tập 3:
- Tập 4:
- Tập 5: Khiêu vũ tango theo cặp; Khung tranh hoàng gia cổ; Ảnh chân dung vẻ đẹp với mắt kính; Ảnh chân dung vẻ đẹp với trang sức;
- Tập 6: Gợi cảm trong đồ jean với xe cổ điển theo cặp; Ảnh trắng đen thập niên 1940; Cô hầu gái và ông chủ
- Tập 7: Tạo dáng ở sân chơi trẻ em; Tay chơi nhạc; Ảo ảnh
- Tập 8: Ca sĩ theo cặp; Ảnh chân dung vẻ đẹp qua màng bọc
- Tập 9:
- Tập 10: Áo tắm trên du thuyền; Áo tắm trên bãi biển (theo nhóm và cá nhân); Áo tắm trong hồ bơi
- Tập 11: